# Poveda
Poveda – gmina w Hiszpanii, w prowincji Ávila, w Kastylii i León, o powierzchni 6,51 km². W 2011 roku gmina liczyła 58 mieszkańców.